# Murcia tectopedacuta
Murcia tectopedacuta är en kvalsterart som beskrevs av Thor 1937. Murcia tectopedacuta ingår i släktet Murcia och familjen Ceratozetidae. Inga underarter finns listade i Catalogue of Life.